# 김영희 (농구인)
김영희(金英姬, 1963년 5월 17일 ~ 2023년 1월 31일)는 대한민국의 농구 선수이다. 신장은 205cm, 포지션은 센터이다.

## 생애
경남 울산에서 1남 1녀 중 장녀로 태어났다. 어릴 때부터 키가 컸던 김영희는 부산의 초등학교를 다니면서 배구 선수로 운동을 시작했다. 초등학교 6학년 때부터 농구로 종목을 바꾸었고, 동주여자중학교에서 선수 생활을 하며 장신의 유망주로 주목을 받았다.
치열한 스카우트 경쟁 끝에 농구 명문 학교인 서울의 숭의여자고등학교에 입학했고, 숭의여고를 졸업한 뒤에는 실업팀 한국화장품에 입단했다.
숭의여고 2학년 때 대한민국 여자 농구 국가대표팀에 처음 발탁되었으며, 은퇴할 때까지 대표 선수로 활동했다. 1982 뉴델리 아시안 게임과 1986 서울 아시안 게임에 여자 농구 대표팀으로 출전하였고, 1984년 로스앤젤레스 올림픽에서 구기종목 최초로 은메달을 획득하였다. 
그는 국내 무대에서는 오랫동안 깨지지 않았던 한 경기 최다 득점 기록을 세우고 태평양화학의 센터 박찬숙과의 라이벌 대결로 눈길을 모았으나, 국제 대회에서는 느린 스피드 등의 몇가지 단점 때문에 주전으로 많이 뛰지는 못했다. 1984년 농구대잔치에서 베스트5상을 수상했다.
1987년 훈련 중 쓰러진 뒤 말단비대증, 일명 거인병으로 투병하면서 어려운 생활을 했다. 한국여자농구연맹(WKBL)은 2003년부터 그를 경기위원에 임명하여 병원비 일부를 지원해 왔다.
2009년 2월, KBS 다큐멘터리 '인간극장'과 2021년 11월에는 유튜브의 '근황올림픽'을 통해 그의 사연이 소개되기도 했다.
2023년 1월 31일 요양 생활 중 급성 호흡부전으로 인해 향년 60세의 나이로 별세하였다.

## 특기 사항
키 205cm로 현재 공인된 대한민국 최장신 여성이다.

## 상훈
- 1980년 : 체육훈장 백마장
- 1984년 : 체육훈장 맹호장